# Gianna Werbrouck
Gianna Werbrouck (Roeselare, 1 oktober 1989) is een Belgisch politica voor Vooruit.

## Biografie
Werbrouck studeerde in 2012 af als master in de pedagogische wetenschappen, optie orthopedagogiek aan de Universiteit Gent en werkte van 2012 tot 2018 als orthopedagoog in een basisschool voor buitengewoon onderwijs in Roeselare. Nadien was ze van 2018 tot 2020 medezaakvoerster van een webshop en fysieke winkel voor kinderspullen, om daarna van 2020 tot 2022 opnieuw aan de slag te gaan als orthopedagoog in het buitengewoon kleuter- en lager onderwijs. Vervolgens was Werbrouck van 2022 tot 2025 afdelingscoach voor de partij Vooruit in West-Vlaanderen.
Bij de gemeenteraadsverkiezingen van oktober 2018 kwam Werbrouck voor het eerst op, als kandidaat op de lijst sp.a & De Vernieuwers in Roeselare. Ze werd niet verkozen, maar was nadien wel van januari tot oktober 2019 co-voorzitter van de sp.a-afdeling van Roeselare. Uiteindelijk had Werbrouck van september tot december 2024 alsnog zitting in de gemeenteraad van Roeselare. Bij de verkiezingen van oktober 2024 raakte ze niet herkozen. 
In juni 2024 was Gianna Werbrouck bij de Vlaamse verkiezingen tweede opvolger op de lijst van Vooruit in de kieskring West-Vlaanderen. Sinds maart 2025 zetelt ze in het Vlaams Parlement ter opvolging van Maxim Veys, die zich ging toespitsen op zijn functie als schepen in Kortrijk. Als Vlaams Parlementslid werd Werbrouck vast lid van de commissie Onderwijs.